# Michèle Audette
Pour les articles homonymes, voir Audette.
Michèle Taïna Audette, née le 20 juillet 1971 à Wabush, est une femme politique et militante autochtone canadienne. Cette Innue-Québécoise originaire de la communauté innue de Uashat mak Mani-utenam est notamment sénatrice au Sénat du Canada depuis 2021.

## Biographie

### Jeunesse et études
Née à Wabush, à la frontière entre le Québec et Terre-Neuve-et-Labrador, elle grandit entre la Côte-Nord (Schefferville, Maliotenam) et la région de Montréal. Elle est la fille de Gilles Audette et d'Évelyne St-Onge, une innue. Puisque sa mère avait épousé un non-autochtone, la famille se fait refuser d'habiter en réserve.
Elle fait des études en arts visuels à l'Université du Québec à Montréal et en enseignement des beaux-arts à l'Université Concordia.

### Leader autochtone
En 1998, à l'âge de 27 ans, elle devient présidente de l'association Femmes autochtones du Québec, cofondée par sa mère. Elle occupera ce poste jusqu'en 2004. Elle est ensuite nommée sous-ministre associée du Secrétariat à la condition féminine du Québec. Elle retourne à la barre des Femmes autochtones du Québec entre 2010 et 2012 avant de devenir présidente de l'Association des femmes autochtones du Canada entre 2012 et 2014. En 2015, elle participe à la création d'un programme de deuxième cycle en administration publique autochtone pour l'École nationale d'administration publique. Elle a aussi été relationniste et coordonnatrice à de nombreux festivals autochtones et recherchiste de Nations, un magazine d'information sur les autochtones diffusé à Télé-Québec.
En 2016, elle est l'une des cinq commissaires dans l'Enquête nationale sur les femmes et les filles autochtones disparues et assassinées. Le 7 octobre 2019, elle devient l'adjointe au vice-recteur aux études et aux affaires étudiantes de l'Université Laval et conseillère principale à la réconciliation et à l'éducation autochtone.

### Politique active
À l'approche des élections fédérales canadiennes de 2015, elle tente de se faire investir comme candidate pour le Parti libéral du Canada dans la circonscription de Manicouagan, mais c'est finalement le maire de Longue-Rive, Mario Tremblay, qui est choisi. Elle devient finalement candidate libérale dans la circonscription de Terrebonne. Elle termine toutefois derrière le bloquiste Michel Boudrias.
Le 29 juillet 2021, le premier ministre Justin Trudeau la nomme au sénat canadien, en tant que représentante de la division de De Salaberry, siège auparavant occupé par André Pratte.

## Vie privée
Elle est mère de 5 enfants. En raison de traumatismes vécus dans son enfance et d'une dépression à l'âge adulte, elle tente un suicide à deux reprises, à l'âge de 18 ans ainsi qu'en 2013.
Elle est en couple avec Serge Ashini-Goupil, consultant en relations et droits autochtones.

## Distinctions
- 2012 :  Médaille du jubilé de diamant d'Élisabeth II
- 2014 : Femme de l'année (Conseil des femmes de Montréal)
- 2018 : Prix Femmes de mérite dans la catégorie Prix Inspiration (Fondation Y des femmes de Montréal)
- 2018 : Doctorat honoris causa (Université de Montréal)[8]